# Herbero de la Serra de Mariola
L'herber o herberet, conegut popularment com a herbero, és una beguda alcohòlica tradicional de les comarques del Comtat, l'Alcoià i la Vall d'Albaida, al País Valencià, així com als voltants de la serra de Mariola en general. Marques comercials d'herbero són Licors Sinc i Pastor, d'Alcoi, l'Herberet (Juan Lorenzo Ferrero) de Beneixama o Herbero Rufo de Banyeres de Mariola.
Per a preparar-lo calen almenys quatre de les següents herbes silvestres: sàlvia, camamil·la, poliol blanc o poliol menta, marialluïsa, arrel de panical, menta piperita, rabet de gat, fenoll, anís, melissa, herba de la sang, sajolida, timó reial, farigola, i romaní. Cal posar les herbes en aiguardent, pròpiament aiguardent semisec; modernament s'ha estés la denominació de cassalla, que prové de l'aiguardent elaborat a la població sevillana de Cazalla.
La seua elaboració està regulada com a Denominació Geogràfica, amb el nom d'Herbero de la Serra de Mariola, controlada pel Consell Regulador de les Begudes Espirituoses Tradicionals d'Alacant juntament amb l'anís paloma, el cantueso i l'aperitiu cafè d'Alcoi.

## Maceració
Dins d'una ampolla, gerra o alfàbia s'introdueixen tots els ingredients i es deixen macerar entre una i sis setmanes, depenent de la intensitat del sabor i del color que es desitge. Una volta acabada la maceració, es passa el beuratge a una nova botella on, habitualment, es deixen algunes que altres herbes per a decorar i donar-li un sabor més fort.